# Jaione Valle
Jaione Valle Turrillas (Pamplona, 1977) es una investigadora española especializada en el área de la biomedicina. Desarrolla su investigación sobre la identificación de las proteínas denominadas BAP (biofilm associated proteins) y su relación con enfermedades neurodegenerativas. Trabaja en el Grupo de Investigación en Biología Molecular de Patógenos Bacterianos del Instituto de Agrobiotecnología-CSIC.

## Trayectoria
Se licenció en Biología en la Universidad de Navarra en 1999 y se doctoró en 2004 en la Universidad Pública de Navarra con la tesis titulada The role of the global regulators SarA and oB in Staphylococcus aureus biofilm formation. Realizó una estancia postdoctoral en el Instituto Pasteur, Francia (2004-2007), y obtuvo una beca Intraeuropean Marie-Curie Fellowship. Continuó su carrera como investigadora en el Instituto de Agrobiotecnología (IdAB), centro mixto de la Universidad Pública de Navarra - Consejo Superior de Investigaciones Científicas (CSIC) y Gobierno de Navarra.
Trabaja en un centro de investigación biomédica Navarrabiomed, en un proyecto sobre el estudio de las proteínas con comportamiento amiloide utilizadas por las bacterias del tracto intestinal para establecer comunidades microbianas que, en terminología científica, se denominan biofilms, investigación por la que ha sido galardonada con el premio L'Oréal-UNESCO "Mujeres en Ciencia" en 2016.  
En palabras de la investigadora "el objetivo del proyecto es identificar y caracterizar las proteínas amiloides presentes en la microbiota intestinal", con objeto de "estudiar su potencial papel en el mantenimiento de la homeostasis y equilibrio del sistema gastrointestinal o en el desencadenamiento de patologías neurodegenerativas como el alzhéimer o párkinson".

## Reconocimientos
- 2004-2007 - Estancia Postdoctoral en el Instituto Pasteur, Francia (2004-2007) por medio de una beca Intraeuropean Marie-Curie Fellowship (EIF023407).[7]
- 2003-2004 - Calificación de sobresaliente cum laude y premio extraordinario de Doctorado.[7]
- 2009 - Beca Ramón y Cajal en el Grupo de Investigación de Biofilms Microbianos del Instituto de Agrobiotecnología.[7]
- 2016 - Galardonada en la XI edición de los Premios L'Oréal-UNESCO a Mujeres en Ciencia.[8] C